# Carrajo
Carrajo (llamada oficialmente San Bieito de Carraxo) es una parroquia y un lugar del municipio español de Laza, en la provincia de Orense, Galicia.

## Toponimia
La parroquia también es conocida por el nombre de San Benito de Carrajo.

## Organización territorial
La parroquia está formada por dos entidades de población:
- Carraxo
- O Santo

## Demografía

### Parroquia
| Gráfica de evolución demográfica de Carrajo (parroquia) entre 2000 y 2022 |
|                                                                           |
| Datos según el nomenclátor publicado por el INE.                          |

### Lugar
| Gráfica de evolución demográfica de Carraxo (lugar) entre 2000 y 2022 |
|                                                                       |
| Datos según el nomenclátor publicado por el INE.                      |